# 군산고등학교
군산고등학교(群山高等學校)는 대한민국 전북특별자치도 군산시 동흥남동에 위치한 공립 고등학교이다.

## 학교 연혁
- 1923년 3월 29일 : 군산부 학교조합 설립
- 1923년 5월 23일 : 군산중학교(5년제) 개교
- 1945년 8월 15일 : 광복으로 우리교육 기관으로 전환
- 1951년 8월 31일 : 교육법 개정에 따라 중ㆍ고등학교 분리, 고등학교로 개편(15학급, 3년제)
- 1951년 9월 1일 : 제1대 전남갑 교장 취임
- 1959년 9월 1일 : 군산종합고등학교로 개편(인문계와 병합적인 교육과정 운영)
- 1962년 12월 6일 : 학칙변경 인문과, 농과, 공과, 상과 설치 총 21학급 인가
- 1963년 10월 31일 : 전기실습공장 준공(전기과 교실, 실험실습실, 공구실, 용접실, 제도실)
- 1975년 3월 1일 : 군산공업고등학교 신설로 군산고등학교로 환원(군산기계공고 분리)
- 1980년 11월 8일 : 도서관(군원관) 개관, 열람석 400석
- 1988년 7월 20일 : 교사 신축 이전(동흥남동)
- 1991년 4월 25일 : 기숙사 개관
- 1991년 5월 26일 : 강당 겸 체육관 개관
- 1999년 7월 12일 : 생활관(기숙사 아람터) 및 급식소 준공
- 2019년 12월 17일 : 식생활관 및 체력단련실 개축준공
- 2023년 2월 3일 : 제96회 졸업(210명, 총 26,618명)
- 2024년 2월 7일 : 제97회 졸업(199명)
- 2024년 3월 1일 : 제25대 정창웅 교장 취임
- 2024년 3월 4일 : 제100회 신입생 입학(227명)

## 참고 자료
- 군산고등학교 - 한국교육학술정보원 학교알리미